# Erythroxylum steyermarkii
Erythroxylum steyermarkii är en tvåhjärtbladig växtart som beskrevs av T. Plowman. Erythroxylum steyermarkii ingår i släktet Erythroxylum och familjen Erythroxylaceae. Inga underarter finns listade i Catalogue of Life.